# جیمز اچ. داف
جیمز اچ. داف (به انگلیسی: James H. Duff) سناتور سابق عضو حزب جمهوری‌خواه ایالات متحده آمریکا بود. وی در سال ۱۹۵۱ تا ۱۹۵۷ میلادی سناتور ایالت پنسیلوانیا در سنای ایالات متحده آمریکا بود.